# Belmont-Tramonet
Belmont-Tramonet és un municipi francès situat al departament de la Savoia i a la regió d'Alvèrnia-Roine-Alps. L'any 2007 tenia 524 habitants.

## Demografia

### Població
El 2007 la població de fet de Belmont-Tramonet era de 524 persones. Hi havia 167 famílies de les quals 30 eren unipersonals (13 homes vivint sols i 17 dones vivint soles), 60 parelles sense fills, 64 parelles amb fills i 13 famílies monoparentals amb fills.
La població ha evolucionat segons el següent gràfic:
Habitants censats

### Habitatges
El 2007 hi havia 207 habitatges, 181 eren l'habitatge principal de la família, 19 eren segones residències i 6 estaven desocupats. 200 eren cases i 4 eren apartaments. Dels 181 habitatges principals, 144 estaven ocupats pels seus propietaris, 32 estaven llogats i ocupats pels llogaters i 5 estaven cedits a títol gratuït; 1 tenia una cambra, 4 en tenien dues, 19 en tenien tres, 46 en tenien quatre i 111 en tenien cinc o més. 159 habitatges disposaven pel capbaix d'una plaça de pàrquing. A 65 habitatges hi havia un automòbil i a 107 n'hi havia dos o més.

### Piràmide de població
La piràmide de població per edats i sexe el 2009 era:
| Homes | Edats   | Dones |
| ----- | ------- | ----- |
| 0     | 95 o +  | 0     |
| 0     | 90 a 94 | 4     |
| 0     | 85 a 89 | 12    |
| 0     | 80 a 84 | 0     |
| 0     | 75 a 79 | 8     |
| 16    | 70 a 74 | 16    |
| 20    | 65 a 69 | 20    |
| 4     | 60 a 64 | 8     |
| 12    | 55 a 59 | 12    |
| 8     | 50 a 54 | 8     |
| 16    | 45 a 49 | 12    |
| 28    | 40 a 44 | 20    |
| 4     | 35 a 39 | 20    |
| 8     | 30 a 34 | 12    |
| 8     | 25 a 29 | 16    |
| 4     | 20 a 24 | 4     |
| 12    | 15 a 19 | 28    |
| 12    | 10 a 14 | 28    |
| 20    | 5 a 9   | 8     |
| 16    | 0 a 4   | 12    |

## Economia
El 2007 la població en edat de treballar era de 310 persones, 214 eren actives i 96 eren inactives. De les 214 persones actives 202 estaven ocupades (110 homes i 92 dones) i 12 estaven aturades (5 homes i 7 dones). De les 96 persones inactives 29 estaven jubilades, 36 estaven estudiant i 31 estaven classificades com a «altres inactius».

### Ingressos
El 2009 a Belmont-Tramonet hi havia 188 unitats fiscals que integraven 513 persones, la mediana anual d'ingressos fiscals per persona era de 18.171 €.

### Activitats econòmiques
Dels 31 establiments que hi havia el 2007, 7 eren d'empreses de fabricació d'altres productes industrials, 5 d'empreses de construcció, 5 d'empreses de comerç i reparació d'automòbils, 1 d'una empresa de transport, 1 d'una empresa d'hostatgeria i restauració, 4 d'empreses d'informació i comunicació, 4 d'empreses de serveis, 2 d'entitats de l'administració pública i 2 d'empreses classificades com a «altres activitats de serveis».
Dels 4 establiments de servei als particulars que hi havia el 2009, 2 eren fusteries i 2 lampisteries.
L'únic establiment comercial que hi havia el 2009 era una carnisseria.
L'any 2000 a Belmont-Tramonet hi havia 21 explotacions agrícoles que ocupaven un total de 506 hectàrees.

## Equipaments sanitaris i escolars
El 2009 hi havia una escola elemental integrada dins d'un grup escolar amb les comunes properes formant una escola dispersa.

## Poblacions més properes
El següent diagrama mostra les poblacions més properes.